# Фаррелл, Фрида
Фрида Фаррелл (англ. Frida Farrell; до замужества также известна как Фрида Шоу; род. 27 декабря 1976, Мальмё, Швеция) — актриса и фотомодель шведского происхождения.
 

## Биография
Фрида Шоу родилась и выросла в Мальмё, Швеция. С 16 лет принимала участие в фотосъёмках в качестве модели. Как актриса дебютировала в 1995 году с небольшой ролью в фильме шведского режиссёра Бу Видерберга «Цветения пора», однако не была указана в титрах.
В 2002 году, в возрасте 22 лет (по другим источникам — в 2004, когда ей было 24), Фрида жила в Лондоне, где училась в Центральной школе сценической речи и драматического искусства. В английской столице она познакомилась с 50-летним мужчиной, который представился ей фотографом и предложил ей работу в съёмке для рекламной кампании фирмы Harley-Davidson за 7 тысяч фунтов. Под этим предлогом он заманил девушку в здание на Харли-стрит, где удерживал девушку на протяжении трёх дней. Актриса стала секс-рабыней: угрожая ей ножом, похититель «сдавал» её разным мужчинам, которые насиловали её. Через некоторое время Фриде удалось сбежать из-за ошибки похитителя, который забыл запереть дверь. Вырвавшись на свободу, она уехала из Британии, опасаясь повторного похищения; также актриса обратилась в полицию, однако это не дало никаких результатов — преступник, известный только под именем Питер, так и не был найден. По словам матери Фриды, Маргареты Шоу, полиция не поверила жертве и задавала неуместные вопросы.
В 2015 году вместе с Софи Гробёль снялась в клипе «Under the Make-up» норвежской группы A-ha.
В 2016 году на основе травматического опыта Фриды Фаррелл в 2016 году был снят фильм «Продажа Изобель» (англ. Selling Isobel), где она также сыграла главную роль.

## Личная жизнь
Была замужем за Крисом Фаррелом, до замужества снималась под именем Фрида Шоу.

## Фильмография
| Год  |    | Русское название    | Оригинальное название | Роль            |
| ---- | -- | ------------------- | --------------------- | --------------- |
| 1995 | ф  | Цветения пора       | Lust och fägring stor | Лина            |
| 2007 | ф  | Послания            | Messages              | Николь          |
| 2007 | тф | Исчезнувшая колония | Wraiths of Roanoke    | Элеанор Дэйр    |
| 2008 | ф  | Путь клинка         | Stiletto              | фотомодель      |
| 2008 | тф | Циклоп              | Cyclops               | Барбара         |
| 2009 | с  | Кости               | Bones                 | доктор Сольберг |
| 2016 | ф  | Продажа Изобель     | Selling Isobel        | Изобель         |